# Támara
Támara es un municipio colombiano, ubicado en el departamento de Casanare. Se encuentra en el occidente del departamento, a 95 km de Yopal, la capital departamental. Tiene bajo su jurisdicción dos centros poblados: Tablón de Támara y Teislandia.

## Historia
Támara fue fundado en 1628 por el Padre José Dadey Pey. Desde la época de la colonia la fertilidad de  sus tierras en la ladera de la Cordillera Oriental de Los Andes le permitió convertirse en el centro cafetero de la región, posición en la que es reconocido aún en la actualidad, pues el café representa su principal actividad agrícola y comercial.

## Organización territorial

### Barrios del casco urbano
- Centro
- El Suspiro
- Guaneque
- Minuto de Dios
- Piedritas
- Plazuela
- San Antonio
- San José
- Villa Nueva
- Villa del educador
- Nuevo Horizonte

### Corregimientos del área rural
- El Tablón
- Teislandia

### Veredas que componen los corregimientos
- Alto Grande
- Ariporo
- Barronegro
- Brisas del Pauto
- Campohermoso
- Chaparral
- Chitacoque
- Cizareque
- Corozito
- Cruz Verde
- Cuneque
- Delicias
- Ecce Homo
- El Altón
- El Bujío
- El Ceibo
- El Zulia
- Florida Blanca
- Fragua
- Garzas
- Guacamayas
- Guaraque
- Guaseque
- Guayabal
- La Florida
- La Guchuva
- La Laja
- La Palma
- La Picacha
- La Primavera
- La Victoria
- La Zuquía
- Lagunas
- Las Isabeles
- Las Mesas
- Llano de Peréz
- Loma Redonda
- Quebrada Honda
- San Cayetano
- San Pedro
- Santa Helena
- Santo Domingo
- Tablón de Támara
- Tabloncito
- Teislandia
- Une
- Villa del Rosario

### Resguardos indígenas
- Resguardo indígena de Barro Negro (compartido con Sácama).

## Instituciones de educación
- Institución Educativa Arturo Salazar Mejía.

## Vías de comunicación
- Aéreas: En la inspección de El Tablón hay una pista de aterrizaje para vuelos chárter.
- Terrestres: Támara se comunica por carretera con Yopal, capital del departamento de Casanare, en un recorrido aproximado de una hora y media.